# Hendrik Bulthuis
Hendrik Bulthuis (Bergum, Tietjerksteradeel, 19 augustus 1892 – aldaar, 31 december 1948) was kapper in het Friese dorp Bergum en de uitvinder van de lattenbouwmethode voor kleine zeilschepen. Hij is de ontwerper van de bekende zeilboten BM en 16-kwadraat.

## Historie
Hendrik Bulthuis werd in 1892 geboren in het Friese dorp Bergum als zoon van Johannes Bulthuis en Berendje Bos. Zijn vader werkte als schoenmaker en Hendrik bracht zijn jeugd door op Schoolstraat 78 aldaar. In 1914 verliet Hendrik zijn ouderlijk huis om op zichzelf te wonen in hetzelfde dorp. In datzelfde jaar trouwde hij met Maaike Smeding en enkele maanden later trok zij bij hem in. Samen kreeg het echtpaar 3 dochters. In 1921, toen Hendrik 29 jaar oud was, opende hij aan de Lageweg een eigen kapperszaak met aansluitend een handel in sigaren.

## BM-er zeilboten
Als eerste paste hij de lattenbouwmethode in 1928 toe bij de bouw van de door hem ontworpen BM-er, een kleine zwaardzeilboot met 12 m² zeiloppervlak, genoemd naar het Bergumermeer. Doordat de boot slechts f100,- kostte, werd hiermee de zeilsport toegankelijk voor het grote publiek. Meer succes had hij met de in 1931 ontworpen 16-kwadraat. Ook ontwierp hij de Bulthuisjol. De door hem ontwikkelde lattenbouw, waarbij de romp van het schip ondersteboven wordt gevormd met dunne latten, is later ook gebruikt bij de bouw van de 22 m² en de 30 m².

## Eerbetoon

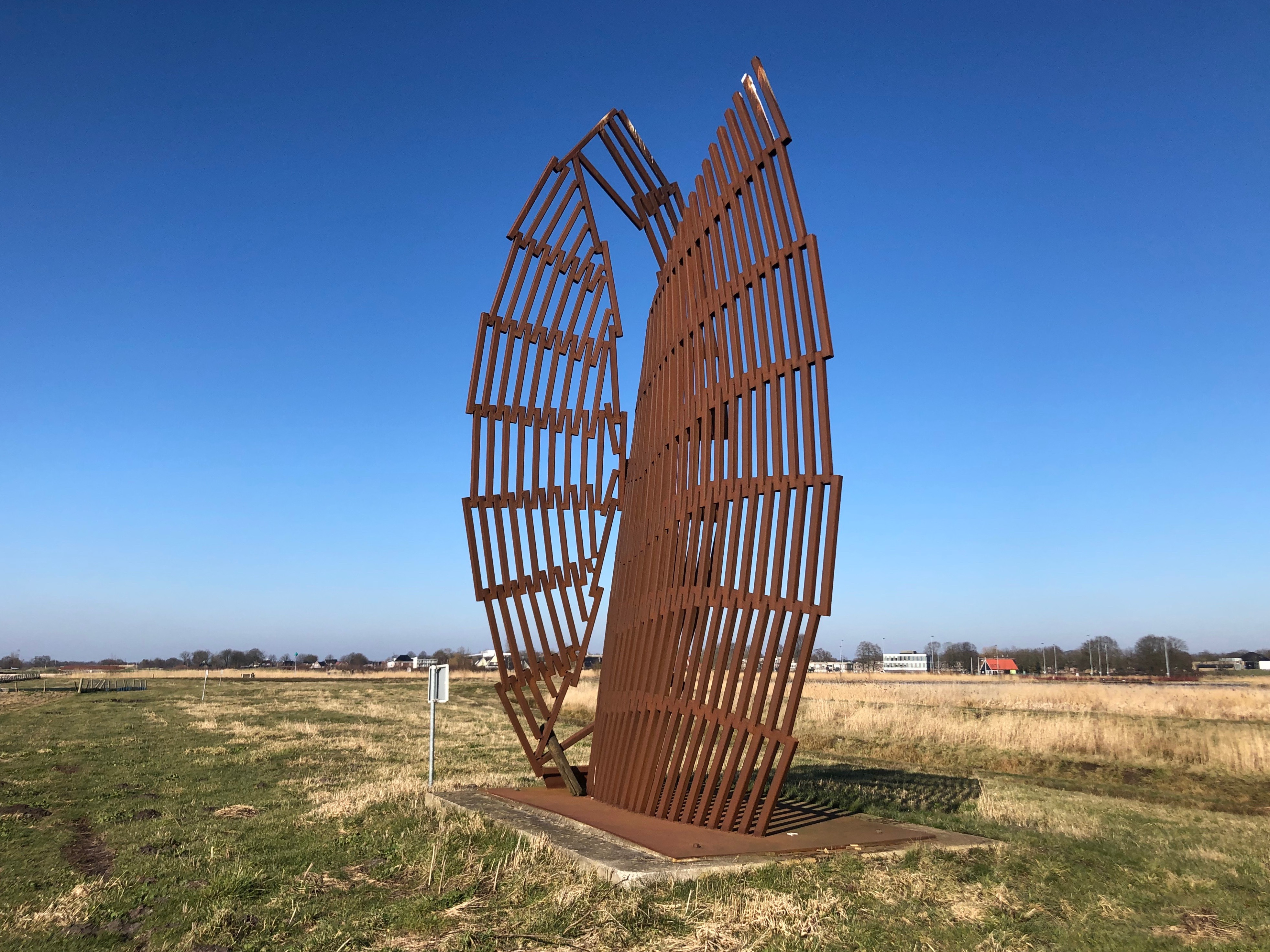
Ids Willemsma, 2016

In 2016 werd in de provinciale weg 356 het Hendrik Bulthuis Akwadukt geopend. Ook zijn in Bergum een plein en een singel naar hem vernoemd. Bij de Bergumer jachthaven staat een standbeeld van Bulthuis (1986), gemaakt door Gosse Dam. Daarnaast zijn er in Bergum diverse verwijzingen naar de BM, zoals bankjes in de winkelstraat en een beeldhouwwerk van Ids Willemsma.
- Biografisch Portaal: 97757876
- International Standard Name Identifier: 0000 0003 8792 6035
- Nederlandse Thesaurus van Auteursnamen: 273413988
- RKD-Nederlands Instituut voor Kunstgeschiedenis: 122966
- Virtual International Authority File: 280997523